# Kamari, Estland
Kamari är en ort i Estland. Den ligger i Põltsamaa kommun och landskapet Jõgevamaa, i den centrala delen av landet, 120 km sydost om huvudstaden Tallinn. Kamari ligger 50 meter över havet och antalet invånare är 195.
Terrängen runt Kamari är mycket platt. Runt Kamari är det glesbefolkat, med 11 invånare per kvadratkilometer. Närmaste större samhälle är Põltsamaa, 6,6 km norr om Kamari. I omgivningarna runt Kamari växer i huvudsak blandskog.